# 車輛首次登記稅
車輛首次登記稅，又稱汽車首次登記稅，是一種向首次登記的汽車車主徵收的一種稅項。它是一種間接稅。
在香港，車輛首次登記稅是由運輸署徵收。顧名思義，車輛首次登記稅只是向第一次登記的車輛徵稅，故買賣二手車是不用繳稅的。
一般來說，車輛的應課稅值的釐定基準，會根據該車輛的生產商公佈之零售價，或根據香港海關評估的臨時應課稅值來計算。
以下為香港汽車首次登記稅稅率：
| 汽車類別                                   | 稅率 |
| 私家車                                     |      |
| - 最初的$150,000應課稅價值                 | 46%  |
| - 其次的$150,000                           | 86%  |
| - 其次的$200,000                           | 115% |
| - 剩餘的應課稅價值（即$500,000以上的餘額） | 132% |
| 電單車及機動三輪車                         | 35%  |
| 客貨車以外的貨車                           | 15%  |
| 許可車輛總重不超過1.9公噸的客貨車          |      |
| - 最初的$150,000                           | 35%  |
| - 其次的$150,000                           | 65%  |
| - 餘額                                     | 85%  |
| 許可車輛總重超過1.9公噸的客貨車            | 17%  |
| 的士、小巴、巴士或特別用途車輛             | 3.7% |

## 資料來源
1. ↑  .   [2018-10-10]. （原始内容存档于2018-10-10）.
2. ↑  .   [2011-02-23]. （原始内容存档于2020-08-11）.